# Stipa pulcherrima
Stipa pulcherrima là một loài thực vật có hoa trong họ Hòa thảo. Loài này được K.Koch miêu tả khoa học đầu tiên năm 1848.